# 八千代出版
八千代出版（やちよしゅっぱん）は、東京都千代田区神田三崎町に本社を置く出版社。

## 概要
1967年創業。人文科学や社会科学の分野を中心とした学術書、 並びに大学向け教科書等を刊行する専門書の出版をしている。

## 主な出版物
- 『キャリア・マネジメントの未来図』二神枝保・村木厚子編著(2017)